# John Menachery
John Menachery (ur. 12 czerwca 1857 w Njarackal, zm. 19 grudnia 1919 w Trichur) – indyjski biskup katolicki obrządku syromalabarskiego, wikariusz apostolski Trichur.

## Życiorys
Urodził się 12 czerwca 1857 w Njarackal. 11 sierpnia 1883 został wyświęcony na prezbitera. 11 sierpnia 1896 mianowano go wikariuszem apostolskim Trichur i biskupem tytularnym Paraliensis. Święcenia biskupie otrzymał 25 października 1896 z rąk arcybiskupa Władysława Michała Zaleskiego wraz z Aloysiusem Pazheparambilem i Matthew Makilem. Wikariat objął kanonicznie 19 grudnia 1919 i posługiwał w nim aż do śmierci. Zmarł 19 grudnia 1919 w Trichur.

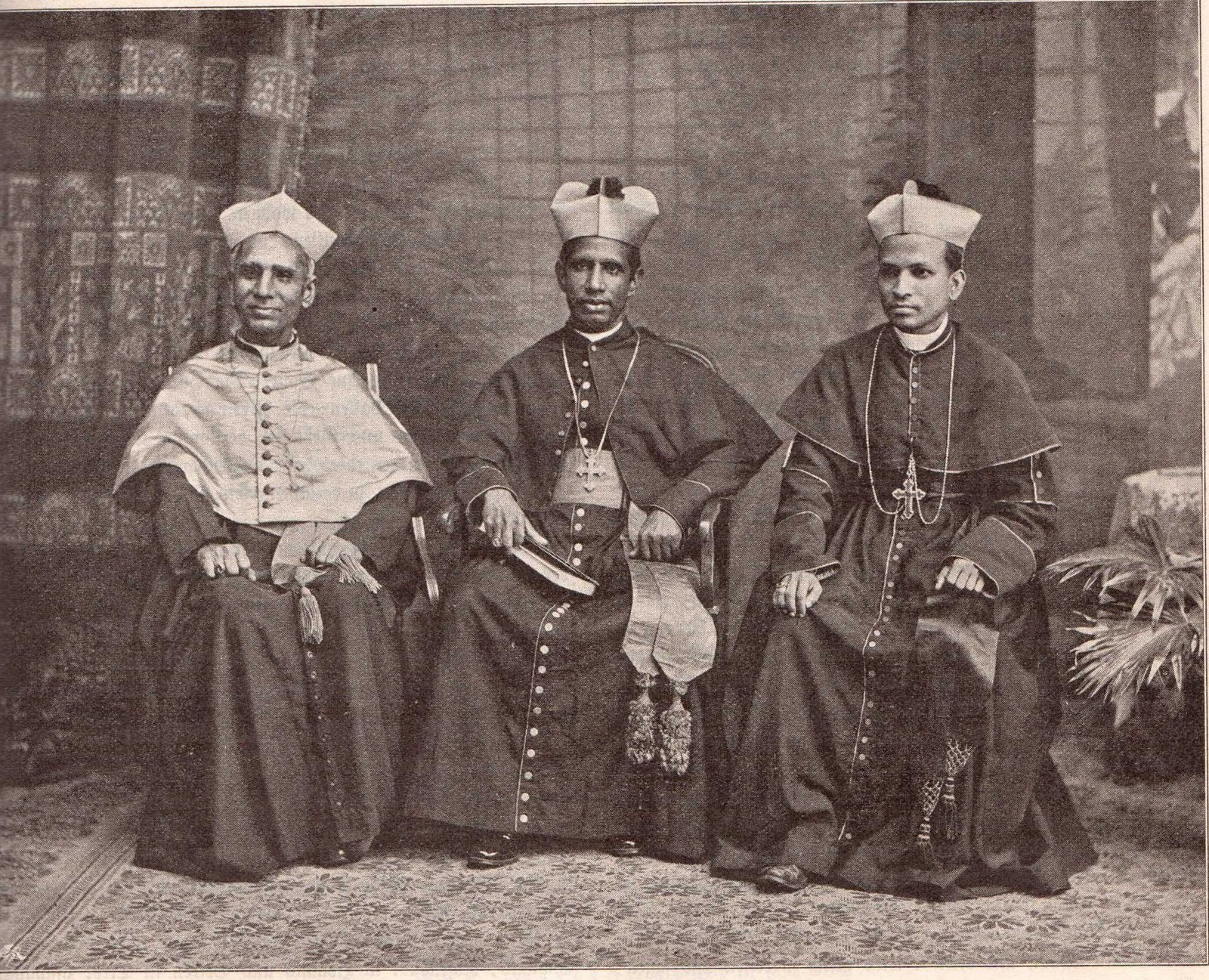
Pierwsi hierarchowie syromalabarscy: Aloysius Pazheparambil, Matthew Makil, John Menachery